# Petaurista xanthotis
Petaurista xanthotis is een zoogdier uit de familie van de eekhoorns (Sciuridae). De wetenschappelijke naam van de soort werd voor het eerst geldig gepubliceerd door Milne-Edwards in 1872.

## Voorkomen
De soort komt voor in China.